# Florence Malraux
Florence Adrienne Berthe Malraux (* 28. März 1933 in Paris; † 31. Oktober 2018 ebenda) war eine französische Assistenz-Regisseurin mit deutschen Wurzeln.

## Leben
Malraux war die Tochter des Schriftstellers André Malraux und dessen erster Ehefrau, der Schriftstellerin und Übersetzerin Clara Goldschmidt. Ihre Stiefbrüder waren Pierre Gauthier Malraux  (1940–1961) und Vincent Clotis Malraux (1943–1961). Die Pianistin Madeleine Malraux war ihre Tante. Sie wuchs in Anteuil (16. Arrondissement) auf und absolvierte dort auch ihre Schulzeit.
Politisch interessiert, lehnte sie die Kolonialpolitik ihres Landes ab und verurteilte den Algerienkrieg (→Französische Doktrin). Zusammen mit ihrem späteren Ehemann Alain Resnais und vielen anderen unterschrieb sie im September 1960 das Manifest der 121. Als Regisseurin arbeitete sie viel mit ihrem Ehemann zusammen, aber auch mit Alain Cavalier, Joseph Losey und François Truffaut.
Am 7. Oktober 1969 heiratete Malraux in New York den Regisseur Alain Resnais (1922–2014). Die Eheschließung fand im französischen Generalkonsulat in der Fifth Avenue (Manhattan) in Anwesenheit des Botschafters Charles Ernest Lucet statt.
Am 9. Dezember 1996 ließen sich Malraux und Resnais in Paris scheiden.
2009 wurde Malraux in den Vorstand des Centre national du cinéma et de l’image animée (CNC) gewählt und hatte dieses Amt bis an ihr Lebensende inne. Malraux starb Ende Oktober 2018 in Paris (7. Arrondissement) und fand auf dem Cimetière de Montmartre (Div. 8) ihre letzte Ruhestätte.

## Regiemitarbeit (Auswahl)
- 1961 Letztes Jahr in Marienbad
- 1962 Jules und Jim[1]
- 1963 Muriel oder Die Zeit der Wiederkehr
- 1966 Der Krieg ist vorbei
- 1968 Ich liebe dich, ich liebe dich
- 1968 La Chamade – Herzklopfen (La chamade)[2]
- 1980 Mein Onkel aus Amerika
- 1983 Das Leben ist ein Roman
- 1984 Liebe bis in den Tod
- 1986 Mélo[3]